# Пфиффиг, Амброс Йозеф
Амброс Йозеф Пфиффиг (17 января 1910 г., Вена — 11 декабря 1998 г., Герас) — австрийский этрусколог, католический монах и священник, историк католической церкви.

## Биография
Амброс Йозеф Пфиффиг был премонстрантом и каноником аббатства Герас. Получил докторскую степень в 1961 году по древней истории и классической археологии под руководством Артура Беца, Фрица Шахермайра и Фрица Эйхлера в Венском университете. В последующие годы он был сотрудником у Эмиля Феттера.
В 1968 году Пфиффиг хабилитировался по этрускологии и итальянской античности. С 1968 по 1976 год он был преподавателем этрускологии и итальянской диалектологии в Университете Перуджи. С 1979 года и до выхода на пенсию работал почетным профессором Венского университета.
Пфиффиг был членом Национального института изучения этрусков и италиков во Флоренции и Этрусской академии в Кортоне. В 1988 г. он получил Австрийский Почетный крест за науку и искусство I степени. Наряду со своими этрусскими исследованиями, он также изучал историю монастыря Герас. Похоронен на монастырском кладбище Герасского аббатства.

## Обвинения в педофилии
С 1946 по 1948 год Пфиффиг работал префектом хора мальчиков собора в Регенсбурге. Согласно сообщению музыкального директора собора Теобальда Шремса, опубликованному в 1960 г., Пфиффиг имел отношения с 16-летним мальчиком. После того, как в мае 1948 года об этом стало известно общественности, Пфиффигу пришлось бежать через австрийскую границу к себе на родину. На рубеже 1949 года, Пфиффиг вернулся в свой родной монастырь, премонстратское аббатство в Герасе, где ему было поручено создание общежития для монастырских послушников в августе 1950 года. По словам биографа Хельги Хурнаус, родители воспитанников монастыря в Герасе обвинили Амброса Пфиффига в педофилии. Чтобы пресечь эти слухи в зародыше, Орден решил в 1957 году закрыть общежитие и уволить Пфиффига. В сентябре 1958 года Пфиффиг был приговорен в Вене к суровому тюремному заключению с испытательным сроком от двух месяцев до трех лет за «прелюбодеяние с лицами того же пола». В то время ему также было запрещено занимать преподавательскую должность или работать в сфере образования молодёжи.

## Сочинения
- Basilika und Prämonstratenserabtei Geras. Stifts- und Pfarrkirche Mariä Geburt. = Abtei Geras. Schnell & Steiner, München u. a. 1957 (Kleine Kunstführer 653).
- Studien zu den Agramer Mumienbinden. Der etruskische Liber linteus. Österreichische Akademie der Wissenschaften, Wien 1963 (Denkschriften der Österreichischen Akademie der Wissenschaften, philosophisch-historische Klasse. Band 81)
- Religio Iguvina. Philologische und Religionsgeschichtliche Studien zu den Bronzetafeln von Gubbio. Österreichische Akademie der Wissenschaften, Wien 1964 (Denkschriften der Österreichischen Akademie der Wissenschaften, philosophisch-historische Klasse. Band 84)
- Uni — Hera — Astarte. Studien zu den Goldblechen von S. Severa / Pygri mit etruskischer und punischer Inschrift. Österreichische Akademie der Wissenschaften, Wien 1965 (Denkschriften der Österreichische Akademie der Wissenschaften, philosophisch-historische Klasse. Band 88/2)
- mit Massimo Pallottino: Die Etrusker. Fischer Bücherei, Frankfurt am Main 1965
- Die Ausbreitung des römischen Städtewesens in Etrurien und die Frage der Unterwerfung der Etrusker. Florenz 1966 (Biblioteca di «Studi Etruschi» 2)
- Ein Opfergelübde an die etruskische Minerva. Studien und Materialien zu Interpretation des Bleistreifens von S. Marinella, Böhlau, Wien 1968 (Denkschriften der Österreichischen Akademie der Wissenschaften, philosophisch-historische Klasse. Band 99).
- Die etruskische Sprache. Versuch einer Gesamtdarstellung. Akademische Druck- und Verlags-Anstalt, Graz 1969.
- Einführung in die Etruskologie. Probleme — Methoden — Ergebnisse. Wissenschaftliche Buchgesellschaft, Darmstadt 1972. 4. unveränderte Auflage 1991. ISBN 3-534-06068-7 (Die Archäologie. Einführungen)
- Religio Etrusca. Sakrale Stätten, Götter, Kulte, Rituale. Adeva, Graz 1975, Nachdruck VMA-Verlag Wiesbaden 1998.
- mit Johann Thomas Ambrózy, Gerhard Trumler: Stift Geras und seine Kunstschätze. Verlag Niederösterreichisches Pressehaus, St. Pölten 1989, ISBN 3-85326-850-1.